# Nekrolog 1871
Nekrolog
◄◄
| ◄
| 1867
| 1868
| 1869
| 1870
| 1871 | 1872 | 1873 | 1874 | 1875 | ► | ►►
Weitere Ereignisse | Allgemeiner Nekrolog 1871
Die Beschreibung der verstorbenen Person sollte so kurz wie möglich gehalten sein und nur deren signifikante Tätigkeit(en) enthalten.
Neue Namen ggf. auch unter dem Geburts- und Sterbedatum, also etwa unter 1. Januar und im Geburts- und Sterbejahr (2024) eintragen (nur bei entsprechender großer Wichtigkeit). Für Beispiele siehe die schon vorhandenen Artikel.
Außerdem über die fünf zuletzt Verstorbenen, zu denen es einen ausreichend guten Artikel für eine Präsentation auf der Hauptseite gibt, nach der todesbedingten Überarbeitung der Artikel ggf. auch unter Wikipedia Diskussion:Hauptseite informieren und sie am besten auch in den anderen Wikipedia-Sprachversionen eintragen. Tipp: Regelmäßig bei news.google.de nach „ist tot“, „gestorben“ oder „verstorben“ suchen.
Wenn eine Person gestorben ist, gibt es viele Seiten zu dieser Person in der Wikipedia, die davon auch betroffen sind und entsprechend aktualisiert werden müssen. Beispiele: Namenübersichtsseite, Geburtsjahr, Geburtsort-Seiten und viele mehr.
Wie finde ich die betroffenen Seiten?
Im Suchfeld auf der linken Seite gibt man den Suchbegriff so ein: „Vorname Nachname“. Dann klickt man auf Volltext und alle Seiten mit entsprechendem Suchtext werden aufgerufen. Hier sieht man dann schnell, wo auch das Todesjahr Sinn macht oder sogar ein Teil des Artikels angepasst werden muss. Auch hilft das „Werkzeug“ auf der linken Seite sehr gut, um solche Seiten aufzufinden: „Links auf diese Seite“. Somit ist die Wikipedia wieder aktuell in allen Bereichen! Hinweis: bei Eintragung der Kategorie „Gestorben JAHR“ wird der Missbrauchsfilter 49 ausgelöst, was jedoch nicht schlimm ist. Siehe: Spezial:Missbrauchsfilter/49
Dies ist eine Liste von im Jahr 1871 verstorbenen bekannten Persönlichkeiten. Die Einträge erfolgen innerhalb der einzelnen Daten alphabetisch sortiert. Tiere sind im Nekrolog für Tiere zu finden.

## Januar
| Tag        | Name                                                    | Beruf, bekannt als                                                                                           | Alter | Beleg |
| ---------- | ------------------------------------------------------- | --- | ----- | ----- |
| 2. Januar  | Samuel Blackall                                         | irischer Militär, Politiker und der zweite Gouverneur von Queensland                                         | 61    |       |
| 2. Januar  | Albert Friedrich Gottschick                             | deutscher Philologe und Gymnasiallehrer                                                                      | 63    |       |
| 3. Januar  | Kuriakose Elias Chavara                                 | indischer Karmelit, Ordensgründer und Generalvikar, Heiliger                                                 | 65    |       |
| 3. Januar  | Giovanni Correr                                         | italienischer Politiker, Bürgermeister von Venedig                                                           | 72    |       |
| 3. Januar  | Georg Joseph Götz                                       | deutscher Priester, Domkapitular und bayerischer Landtagsabgeordneter                                        | 68    |       |
| 3. Januar  | Franz Seraphin von Kuefstein                            | österreichischer Diplomat und Hofbeamter, Mitglied im Herrenhaus                                             | 76    |       |
| 3. Januar  | Konstantin Dmitrijewitsch Uschinski                     | russisch-ukrainischer Pädagoge und Schriftsteller                                                            | 46    |       |
| 3. Januar  | Ludwik Zejszner                                         | polnischer Mineraloge, Geologe, Kartograf und Hochschullehrer                                                | 67    |       |
| 4. Januar  | Vincent Adler                                           | ungarischer Komponist und Pianist                                                                            | 44    |       |
| 4. Januar  | Viktor Leiblein                                         | deutscher Verwaltungsbeamter                                                                                 |       |       |
| 4. Januar  | Felix von Meyendorff                                    | russischer Diplomat und Gutsherr auf Klein-Roop (heute Mazstraupe, Lettland)                                 | 36    |       |
| 5. Januar  | Leopold von Klencke                                     | hannoverscher Landrat und Landschaftsrat                                                                     | 64    |       |
| 6. Januar  | Jakob Hofstätter                                        | Schweizer Mediziner und Schriftsteller in Mundart                                                            | 45    |       |
| 6. Januar  | Friedrich Maximilian von Mandelsloh                     | sächsischer Generalmajor                                                                                     | 80    |       |
| 8. Januar  | Eduard Brauer                                           | badischer Jurist und Dichter                                                                                 | 59    |       |
| 8. Januar  | José de la Trinidad Francisco Cabañas Fiallos           | Präsident von Honduras                                                                                       | 65    |       |
| 8. Januar  | Christian Engel                                         | deutscher Advokat, Bürgermeister und Parlamentarier                                                          | 82    |       |
| 8. Januar  | David R. Floyd-Jones                                    | US-amerikanischer Politiker                                                                                  | 57    |       |
| 11. Januar | Adolf von Blanckensee                                   | preußischer Generalmajor                                                                                     | 58    |       |
| 11. Januar | John Covode                                             | US-amerikanischer Politiker                                                                                  | 62    |       |
| 11. Januar | Georg Städeler                                          | deutscher Chemiker und Hochschullehrer                                                                       | 49    |       |
| 11. Januar | Carl Weichselbaumer                                     | deutscher Schriftsteller                                                                                     | 79    |       |
| 12. Januar | Henry Alford                                            | anglikanischer Theologe und Neutestamentler                                                                  | 60    |       |
| 12. Januar | Johann Adam Becker                                      | Ritter der Bayerischen Tapferkeitsmedaille                                                                   | 47    |       |
| 13. Januar | Henriette d’Angeville                                   | französische Alpinistin                                                                                      | 76    |       |
| 13. Januar | Auguste Anicet-Bourgeois                                | französischer Theaterdichter                                                                                 | 64    |       |
| 13. Januar | Ludwig Adolf Cohn                                       | deutscher Historiker und Hochschullehrer                                                                     | 36    |       |
| 13. Januar | Samuel Preiswerk                                        | Schweizer reformierter Theologe, Pfarrer und Kirchenlieddichter                                              | 71    |       |
| 14. Januar | Ehrenreich Eichholz                                     | deutscher Journalist und Schriftsteller; MdR                                                                 | 63    |       |
| 15. Januar | Philipp Poelmahn                                        | deutscher Kommunalpolitiker, Bürgermeister in Vlotho und Minden                                              | 61    |       |
| 16. Januar | Eduard Eberhard von Gemmingen                           | badischer Offizier, zuletzt Major                                                                            | 41    |       |
| 16. Januar | Jacques-Louis Randon                                    | französischer General und Staatsmann, Marschall von Frankreich                                               | 75    |       |
| 16. Januar | Sotero dos Reis                                         | brasilianischer Journalist, Dichter, Schriftsteller und Philologe                                            | 70    |       |
| 17. Januar | Luis Vernet                                             | deutscher Kaufmann, argentinischer Inselkommandant der Falklandinseln                                        | 79    |       |
| 18. Januar | Henry Marie Brackenridge                                | US-amerikanischer Politiker                                                                                  | 84    |       |
| 18. Januar | Louis Antoine Debrauz de Saldapenna                     | österreichischer Geheimdiplomat, Journalist und Autor                                                        | 59    |       |
| 18. Januar | George Hayter                                           | englischer Maler                                                                                             | 78    |       |
| 18. Januar | Carl Wilhelm Hering                                     | deutscher Pfarrer und Chronist                                                                               | 80    |       |
| 18. Januar | Wilhelm Otto Liebmann                                   | deutscher Jurist und Politiker                                                                               | 64    |       |
| 19. Januar | William Denison                                         | britischer Gouverneur                                                                                        | 66    |       |
| 19. Januar | Charles Gumery                                          | französischer Bildhauer des akademischen Realismus                                                           | 43    |       |
| 19. Januar | Wilhelm von Horn                                        | deutscher Medizinalbeamter                                                                                   | 67    |       |
| 19. Januar | Henri Regnault                                          | französischer Maler                                                                                          | 27    |       |
| 19. Januar | Ulrich Zellweger                                        | Schweizer Bankier und Publizist                                                                              | 66    |       |
| 20. Januar | William Parish Chilton senior                           | US-amerikanischer Jurist und Politiker                                                                       | 60    |       |
| 20. Januar | Hermann Cohen                                           | deutscher Pianist und Ordensgeistlicher der Unbeschuhten Karmeliter OCD                                      | 50    |       |
| 20. Januar | Theodor Schilling                                       | deutscher Verwaltungsbeamter und Parlamentarier                                                              | 46    |       |
| 20. Januar | Woldemar von Schleswig-Holstein-Sonderburg-Augustenburg | preußischer General der Kavallerie, General-Adjutant von Wilhelm I., Gouverneur, Ehrenbürger der Stadt Mainz | 60    |       |
| 21. Januar | Siegfried von Brünneck-Bellschwitz                      | Landrat, Reichstagsabgeordneter                                                                              | 56    |       |
| 21. Januar | Jan Jacob Rochussen                                     | niederländischer Staatsmann                                                                                  | 73    |       |
| 21. Januar | Edwin R. V. Wright                                      | US-amerikanischer Politiker                                                                                  | 59    |       |
| 22. Januar | Auguste Strobl                                          | bayerische Schönheit, die König Ludwig I. mit schwärmerischen Gedichten bedachte                             | 63    |       |
| 23. Januar | Thomas Burns                                            | schottischer Pfarrer, Kolonialist in Otago und Mitbegründer von Dunedin, Neuseeland                          | 74    |       |
| 23. Januar | Friedrich Anton Wilhelm Miquel                          | deutsch-niederländischer Botaniker                                                                           | 59    |       |
| 24. Januar | Ernst Gottschald                                        | deutscher Kommunalbeamter und Abgeordneter im Königreich Sachsen                                             | 75    |       |
| 25. Januar | Proby Thomas Cautley                                    | englischer Ingenieur und Geologe                                                                             | 69    |       |
| 25. Januar | Thomas Garrett                                          | US-amerikanischer Abolitionist                                                                               | 81    |       |
| 25. Januar | Joseph Hillebrand                                       | deutscher Historiker, Philosoph und Politiker                                                                | 82    |       |
| 25. Januar | Nikolai Alexandrowitsch Iwaschinzow                     | russischer Hydrograph                                                                                        | 51    |       |
| 25. Januar | Albert von Nostitz-Rieneck                              | österreichisch-böhmischer Politiker                                                                          | 63    |       |
| 25. Januar | Wilhelm Weitling                                        | deutscher Theoretiker des Kommunismus                                                                        | 62    |       |
| 26. Januar | Jasper Ewing Brady                                      | US-amerikanischer Politiker                                                                                  | 73    |       |
| 26. Januar | George Ticknor                                          | US-amerikanischer Literaturhistoriker, Romanist und Hochschullehrer                                          | 79    |       |
| 26. Januar | Henry Dana Washburn                                     | US-amerikanischer Politiker, Generalmajor und Forschungsreisender                                            | 38    |       |
| 27. Januar | Alexander Groschke                                      | deutscher Verwaltungsbeamter und Parlamentarier                                                              | 49    |       |
| 27. Januar | Salvador Tort                                           | uruguayischer Politiker                                                                                      |       |       |
| 28. Januar | Charles-Alexis Chauvet                                  | französischer Organist und Komponist                                                                         | 33    |       |
| 28. Januar | Édouard Armand Lartet                                   | französischer Jurist und Paläontologe                                                                        | 69    |       |
| 29. Januar | Friedrich Dagobert Deetz                                | deutscher Landrat (Schlesien), Oberbürgermeister von Frankfurt (Oder) (1864–1871)                            | 58    |       |
| 29. Januar | Michael Wilhelm Hillmer                                 | deutscher Fabrikant                                                                                          | 59    |       |
| 29. Januar | Friedrich Sigmund Kohler                                | Schweizer Politiker und Richter                                                                              | 75    |       |
| 29. Januar | Adolph Xaver Paur                                       | deutscher Politiker und Jurist                                                                               | 68    |       |
| 29. Januar | Jules Petiet                                            | französischer Maschinenbauingenieur                                                                          | 57    |       |
| 29. Januar | Eduard Twele                                            | deutscher lutherischer Theologe                                                                              | 64    |       |
| 30. Januar | Azzan ibn Qais                                          | Sultan und Imam von Maskat und Oman                                                                          |       |       |
| 30. Januar | Edward Howell                                           | US-amerikanischer Jurist und Politiker                                                                       | 78    |       |

## Februar
| Tag         | Name                                   | Beruf, bekannt als                                                                                  | Alter | Beleg |
| ----------- | -------------------------------------- | --------------------------------------------------------------------------------------------------- | ----- | ----- |
| 1. Februar  | Valentin Blind                         | deutscher Revolutionär und Ingenieur                                                                | 46    |       |
| 1. Februar  | Ludwig Eckardt                         | österreichischer Dichter und Schriftsteller                                                         | 43    |       |
| 1. Februar  | Nicolas Henri Jacob                    | französischer Zeichner                                                                              | 88    |       |
| 1. Februar  | Guillaume Lejean                       | französischer Entdecker und Forschungsreisender                                                     |       |       |
| 1. Februar  | Alexander Nikolajewitsch Serow         | russischer Komponist                                                                                | 51    |       |
| 2. Februar  | József Eötvös                          | ungarischer Schriftsteller und Staatsmann                                                           | 57    |       |
| 3. Februar  | Karl Theodor Hartweg                   | deutscher Botaniker                                                                                 | 58    |       |
| 3. Februar  | Ferdinand Hauck                        | niederschlesischer Flügelbauer                                                                      | 65    |       |
| 3. Februar  | Josef von Miller zu Aichholz           | österreichischer Großindustrieller                                                                  | 74    |       |
| 3. Februar  | James Sheridan Muspratt                | britischer Chemiker                                                                                 | 49    |       |
| 3. Februar  | Thomas William Robertson               | englisch-irischer Dramatiker und Bühnenregisseur                                                    | 42    |       |
| 4. Februar  | Daniel Breck                           | US-amerikanischer Politiker                                                                         | 82    |       |
| 4. Februar  | Johann Friedrich Knechtenhofer         | Schweizer Unternehmer und Hotelier aus Thun                                                         | 74    |       |
| 4. Februar  | Hermann von Pückler-Muskau             | deutscher Standesherr, Gartengestalter, Schriftsteller und Dandy                                    | 85    |       |
| 5. Februar  | Jaspar Friedrich von Bülow             | deutscher Hofbeamter und Oberhofmarschall von Mecklenburg-Schwerin                                  | 76    |       |
| 5. Februar  | Jean-Jacques-Caton Chenevière          | Schweizer evangelischer Geistlicher und Hochschullehrer                                             | 87    |       |
| 6. Februar  | Wilhelm Curtmann                       | deutscher Gymnasiallehrer und Pädagoge                                                              | 68    |       |
| 6. Februar  | Wessel Albertus van Hengel             | niederländischer reformierter Theologe                                                              | 91    |       |
| 6. Februar  | Isaac Ellmaker Hiester                 | US-amerikanischer Politiker                                                                         | 46    |       |
| 6. Februar  | Katharina von Predl                    | deutsche Malerin                                                                                    | 81    |       |
| 6. Februar  | Carl Teichert                          | deutscher Töpfer, Ofen- und Porzellanfabrikant                                                      | 40    |       |
| 7. Februar  | Rudolf von Feistmantel                 | österreichischer Forstwissenschaftler                                                               | 65    |       |
| 7. Februar  | Leopoldina von Brasilien               | Prinzessin von Brasilien                                                                            | 23    |       |
| 7. Februar  | Heinrich Steinweg                      | deutsch-amerikanischer Klavierbauer                                                                 | 73    |       |
| 8. Februar  | Ignác Ondříček                         | tschechischer Geiger und Kapellmeister                                                              | 63    |       |
| 8. Februar  | Moritz von Schwind                     | österreichischer Maler                                                                              | 67    |       |
| 8. Februar  | Jacob Venedey                          | deutscher Publizist und Politiker                                                                   | 65    |       |
| 9. Februar  | Augustus Applegath                     | britischer Erfinder                                                                                 | 82    |       |
| 10. Februar | Benno von Pfeufer                      | bayerischer Ministerialbeamter und Staatsminister                                                   | 66    |       |
| 11. Februar | Gaspard Théodore Ignace de la Fontaine | luxemburgischer Politiker                                                                           | 84    |       |
| 11. Februar | Étienne Constantin de Gerlache         | belgischer Staatsmann                                                                               | 85    |       |
| 11. Februar | Johann Adam Oberndorfer                | deutscher Nationalökonom und Hochschullehrer                                                        | 78    |       |
| 11. Februar | Filippo Taglioni                       | italienischer Tänzer und Ballettmeister                                                             | 93    |       |
| 12. Februar | Alice Cary                             | US-amerikanische Schriftstellerin                                                                   | 50    |       |
| 12. Februar | Otto Gisevius                          | deutscher Richter und Landrat                                                                       | 49    |       |
| 13. Februar | Wilhelm Goedecke                       | nassauischer Beamter und Landtagsabgeordneter                                                       | 71    |       |
| 13. Februar | Philipp Cornelius Heineken             | deutscher Mediziner                                                                                 | 81    |       |
| 14. Februar | Karl Gaudelius                         | deutscher Theaterschauspieler, Theater- und Opernregisseur sowie Theaterleiter und Theaterintendant |       |       |
| 14. Februar | Alexander von Mensdorff-Pouilly        | österreichischer Staatsmann                                                                         | 57    |       |
| 14. Februar | Johann Friedrich Palm                  | deutscher klassischer Philologe und Lexikograf                                                      | 57    |       |
| 14. Februar | Wilhelm Redeker                        | deutscher Gutsbesitzer und Politiker (NLP), MdR                                                     | 58    |       |
| 15. Februar | Albrecht Wagner                        | deutscher Chirurg, Sanitätsoffizier und Hochschullehrer                                             | 43    |       |
| 16. Februar | Philippe Jacques van Bree              | belgischer Maler                                                                                    | 85    |       |
| 17. Februar | Peter F. Causey                        | US-amerikanischer Politiker                                                                         | 70    |       |
| 17. Februar | Albert Ostertag                        | deutscher lutherischer Theologe und Geistlicher                                                     | 60    |       |
| 17. Februar | Karl Wilhelm Moritz Snethlage          | deutscher evangelischer Theologe, Oberhofprediger in Berlin                                         | 78    |       |
| 18. Februar | Benjamin Franklin Randolph             | US-amerikanischer Mediziner, Physiker, Farmer und Politiker                                         | 62    |       |
| 19. Februar | John Bankhead Magruder                 | US-amerikanischer Militär, Offizier der United States Army und Generalmajor der Südstaaten          | 63    |       |
| 19. Februar | Thekla Theer                           | österreichische Kunststickerin                                                                      |       |       |
| 20. Februar | Johann Heinrich August von Behr        | deutscher Politiker, sächsischer Landesminister                                                     | 77    |       |
| 20. Februar | David M. Camp                          | US-amerikanischer Politiker und Vizegouverneur                                                      | 82    |       |
| 20. Februar | Paul Kane                              | kanadischer Maler irischer Herkunft                                                                 | 60    |       |
| 21. Februar | Johann Peter Behaghel                  | deutscher Gymnasiallehrer                                                                           | 65    |       |
| 21. Februar | Carl Johann Ludwig Dham                | Jurist, Politiker und Mitglied der Frankfurter Nationalversammlung 1848/49                          | 61    |       |
| 21. Februar | Arnold Elzey                           | General der Konföderierten im Amerikanischen Bürgerkrieg                                            | 54    |       |
| 21. Februar | Karl Georg Leonhard Hollensteiner      | deutscher evangelischer Geistlicher, Lehrer und Buchautor                                           | 60    |       |
| 21. Februar | Robert Richter                         | deutscher Chemiker und Hochschullehrer                                                              | 47    |       |
| 22. Februar | Ulrich Otto von Dewitz                 | mecklenburgischer Gutsbesitzer und Politiker                                                        | 56    |       |
| 22. Februar | Albert Kaltenmoser                     | deutscher Genremaler                                                                                | 26    |       |
| 22. Februar | Luis José Sartorius Tapia              | spanischer Regierungspräsident (1853–1854)                                                          |       |       |
| 23. Februar | Wilhelm Schwenk                        | deutscher Bildhauer                                                                                 | 41    |       |
| 24. Februar | Claude-Félix-Théodore Aligny           | französischer Maler                                                                                 | 73    |       |
| 24. Februar | William C. Gibbs                       | US-amerikanischer Politiker                                                                         | 82    |       |
| 24. Februar | Julius Weisbach                        | deutscher Mathematiker und Ingenieur                                                                | 64    |       |
| 24. Februar | Christian Zetlitz Bretteville          | norwegischer Politiker                                                                              | 70    |       |
| 25. Februar | Ferdinand Jagenberg                    | preußischer Fabrikant und Politiker                                                                 | 76    |       |
| 25. Februar | Maurice Schlesinger                    | deutscher Musikverleger                                                                             | 72    |       |
| 28. Februar | Christoph Möhrlen                      | Lehrer, Pfarrer und Schriftsteller                                                                  | 71    |       |

## März
| Tag      | Name                                 | Beruf, bekannt als                                                                        | Alter | Beleg |
| -------- | ------------------------------------ | ----------------------------------------------------------------------------------------- | ----- | ----- |
| 1. März  | Gustav I. Adolph Fintelmann          | Königlicher Hofgärtner, Publizist und Verfasser von Monografien über praktische Gärtnerei | 67    |       |
| 1. März  | Pepita de Oliva                      | spanische Tänzerin                                                                        |       |       |
| 1. März  | Lambert Pancratz                     | deutscher Politiker (Landtag)                                                             | 70    |       |
| 1. März  | Wilhelm von Thüngen                  | bayerischer Gutsbesitzer und Politiker                                                    | 65    |       |
| 2. März  | Johann Baptist Henkel                | deutscher Botaniker und Pharmakologe                                                      | 45    |       |
| 2. März  | Carl Refardt                         | deutscher Kaufmann und Politiker, MdHB                                                    | 70    |       |
| 3. März  | Heinrich Bernhard von Andlaw-Birseck | badischer Politiker und Ultramontanist                                                    | 68    |       |
| 3. März  | Antonio Neumane                      | ecuadorianischer Komponist deutscher Abstammung                                           | 52    |       |
| 3. März  | Michael Thonet                       | Möbeldesigner                                                                             | 74    |       |
| 4. März  | José Fernando Ramírez                | mexikanischer Historiker, Politiker und Autor                                             | 66    |       |
| 4. März  | Lansing Stout                        | US-amerikanischer Politiker                                                               | 42    |       |
| 5. März  | John Thomas                          | anglo-amerikanischer Mediziner und Gründer der Christadelphian                            | 65    |       |
| 6. März  | Bojung Scato Georg Lantzius-Beninga  | deutscher Botaniker                                                                       | 55    |       |
| 7. März  | Friedrich von Krosigk                | deutscher Politiker                                                                       | 86    |       |
| 7. März  | Johann Daniel Ludwig Löwe            | deutscher Theaterschauspieler                                                             | 76    |       |
| 7. März  | Carl von Saenger                     | Rittergutsbesitzer, Reichstagsabgeordneter                                                | 61    |       |
| 8. März  | Alexander Hormuzaki                  | österreichisch-rumänischer Politiker und Publizist                                        | 47    |       |
| 8. März  | Francesco Scalini                    | österreichischer Ingenieur und Politiker                                                  | 78    |       |
| 9. März  | Anton Nowotny                        | tschechischer Autor von Schachkompositionen                                               | 43    |       |
| 10. März | Anton Einsle                         | österreichischer Maler                                                                    | 70    |       |
| 10. März | Franz Anton Förch                    | deutscher Priester, Gymnasiallehrer, Historiker und bayerischer Landtagsabgeordneter      | 87    |       |
| 10. März | Thassilo Krug von Nidda              | preußischer Generalmajor                                                                  | 56    |       |
| 10. März | August Lewald                        | deutscher Schriftsteller und Publizist                                                    | 78    |       |
| 11. März | Felix Ives Batson                    | US-amerikanischer Jurist und Politiker                                                    | 51    |       |
| 11. März | Karl Anton Maerker                   | preußischer Jurist und Politiker                                                          | 67    |       |
| 11. März | Ludwig Neureuter                     | deutscher Maler, Vergolder und Hersteller von Bilderuhren                                 | 74    |       |
| 11. März | Valentin Scheffer                    | deutscher Landwirt und Abgeordneter                                                       | 67    |       |
| 11. März | Franz Georg Stammann                 | deutscher Architekt                                                                       | 71    |       |
| 11. März | Wilhelmine Unzelmann-Werner          | deutsche Schauspielerin und Sängerin                                                      |       |       |
| 12. März | Heinrich Cramer                      | Schweizer Metzger und Volksdichter                                                        | 58    |       |
| 12. März | Karl Kempter                         | deutscher Komponist                                                                       | 52    |       |
| 12. März | Franz Josef Mone                     | deutscher Archivar und Historiker                                                         | 74    |       |
| 13. März | Franz Everhard Bourel                | deutscher Genre- und Porträtmaler                                                         |       |       |
| 13. März | Archibald Edmonstone                 | britischer Forschungsreisender und Ägyptologe                                             | 76    |       |
| 13. März | Wilhelm Kornhardt                    | deutscher Gasindustrieller und Fabrikant                                                  | 49    |       |
| 13. März | Adolf Repsold                        | deutscher Spritzenmeister und Konstrukteur optischer Instrumente                          | 64    |       |
| 14. März | Felix von Niemeyer                   | deutscher Mediziner und königlich württembergischer Leibarzt                              | 50    |       |
| 15. März | Lætitia Bonaparte                    | französische Prinzessin aus der Familie Bonaparte                                         | 66    |       |
| 15. März | Jürgen Christian Buchheister         | deutscher Arzt                                                                            | 65    |       |
| 15. März | Louis Kramp                          | deutsch-französischer Grafiker, Lithograf, Kalligraf und Unternehmer                      | 67    |       |
| 15. März | Antoine-Philippe Progin              | Schweizer Politiker und Staatskanzler des Kantons Freiburg                                | 37    |       |
| 16. März | Barboncito                           | Häuptling der Diné-Indianer                                                               |       |       |
| 17. März | Robert Chambers                      | britischer Geologe, Literat und Verleger                                                  | 68    |       |
| 17. März | Samuel Lewis Hays                    | US-amerikanischer Politiker                                                               | 76    |       |
| 18. März | Augustus De Morgan                   | englischer Mathematiker                                                                   | 64    |       |
| 18. März | Georg Gottfried Gervinus             | Historiker und nationalliberaler Politiker                                                | 65    |       |
| 18. März | Eugenius Aristides Nisbet            | US-amerikanischer Politiker                                                               | 67    |       |
| 18. März | Stanislas Sorel                      | französischer Ingenieur und Erfinder                                                      | 67/68 |       |
| 19. März | Wilhelm von Haidinger                | österreichischer Geologe und Mineraloge                                                   | 76    |       |
| 19. März | Bernhard Höfling                     | deutscher Zeichner, Maler, Lithograph und Autor                                           | 53    |       |
| 19. März | Johannes Mährlen                     | deutscher Ökonom und Historiker                                                           | 67    |       |
| 19. März | Karl Gustav Mitscherlich             | deutscher Pharmakologe und Hochschullehrer                                                | 65    |       |
| 19. März | Anton von Wasserfall                 | österreichischer Advokat und Politiker                                                    | 68    |       |
| 20. März | Antonio Buzzolla                     | italienischer Komponist                                                                   | 56    |       |
| 21. März | Carl Ludwig Berger                   | deutscher Industrieller                                                                   | 76    |       |
| 21. März | Petar Beron                          | bulgarischer Aufklärer                                                                    |       |       |
| 21. März | Friedrich von Friesen                | deutscher konservativer Politiker, Landtagspräsident, Geheimer Rat und Rittergutsbesitzer | 74    |       |
| 21. März | Alma von Wasielewski                 | deutsche Pianistin                                                                        | 43    |       |
| 22. März | Carl Heinrich Schultz-Schultzenstein | deutscher Physiologe und Botaniker                                                        | 72    |       |
| 23. März | Alphonse Huillard-Bréholles          | französischer Historiker                                                                  | 54    |       |
| 24. März | Karl Scheele                         | deutscher evangelischer Theologe und Lehrer                                               | 60    |       |
| 25. März | Henri Scoutetten                     | französischer Mediziner                                                                   | 71    |       |
| 25. März | Leopold von Sedlnitzky               | Fürstbischof von Breslau                                                                  | 83    |       |
| 25. März | Isaac V. Vanderpoel                  | US-amerikanischer Jurist und Politiker                                                    |       |       |
| 26. März | August Becker                        | deutsch-amerikanischer Schriftsteller, Journalist und Politiker                           | 58    |       |
| 26. März | François-Joseph Fétis                | belgischer Komponist, Musikkritiker und Musikbiograph                                     | 87    |       |
| 26. März | Joseph Clemens Weyhe                 | deutscher Gartenarchitekt                                                                 | 63    |       |
| 28. März | Adelbert Heinrich von Baudissin      | deutscher Schriftsteller                                                                  | 51    |       |
| 28. März | Johann Baptist Streicher             | österreichischer Klavierbauer                                                             | 75    |       |
| 28. März | Peter Wirth                          | deutscher Ordensgründer                                                                   | 40    |       |
| 29. März | Johan Vilhelm Gertner                | dänischer Maler                                                                           | 52    |       |
| 29. März | Peter Ihrie                          | US-amerikanischer Politiker                                                               | 75    |       |
| 29. März | Adam Schreck                         | österreichischer Augustiner-Chorherr                                                      | 74    |       |
| 30. März | Carl Berling                         | dänischer Zeitungsherausgeber und Freund von König Frederik VII.                          | 58    |       |
| 30. März | Luise von Oranien-Nassau             | Prinzessin der Niederlande, Königin von Schweden und Norwegen                             | 42    |       |
| 30. März | Markus Pernhart                      | österreichischer Maler                                                                    | 46    |       |
| März     | Imam Schamil                         | Führer der muslimischen Bergvölker Dagestans und Tschetscheniens                          |       |       |

## April
| Tag       | Name                                   | Beruf, bekannt als | Alter | Beleg |
| --------- | -------------------------------------- | --- | ----- | ----- |
| 1. April  | Auguste von Hessen-Homburg             | Prinzessin von Hessen-Homburg, durch Heirat Erbgroßherzogin von Mecklenburg-Schwerin                                                   | 94    |       |
| 1. April  | Carl Burgeff                           | deutscher Sektkellereibesitzer | 57    |       |
| 1. April  | Ernst Ludwig Große                     | deutscher Schriftsteller | 68    |       |
| 1. April  | Charlotte Manning                      | englisch-britische Frauenrechtlerin und Autorin                                                                                        | 68    |       |
| 1. April  | Johann Ludwig Wagner                   | Kaufmann, Bürgermeister | 81    |       |
| 2. April  | Jacob M. Howard                        | US-amerikanischer Politiker | 65    |       |
| 2. April  | Wilhelm Nietner                        | Königlicher Hofgärtner in den Schlossgärten Schwedt und Sanssouci                                                                      |       |       |
| 2. April  | Petrus Schulz                          | deutscher Geigenbauer | 62    |       |
| 3. April  | Pedro Arce y Fagoaga                   | Surpremo Director von El Salvador | 69    |       |
| 3. April  | Benjamin Bailey                        | englischer Missionar in Kerala |       |       |
| 3. April  | Gustave Flourens                       | französischer Revolutionär und Ethnograf. Mitglied der Pariser Kommune 1871                                                            | 32    |       |
| 3. April  | Theodor Glatz                          | österreichischer Maler und Fotograf | 52    |       |
| 3. April  | Theodor Horschelt                      | deutscher Maler | 42    |       |
| 3. April  | Carl Nicolaus Kähler                   | deutscher Pädagoge und Theologe | 66    |       |
| 4. April  | Peter von Hess                         | deutscher Maler | 78    |       |
| 4. April  | Konrad Reither                         | Bischof von Speyer | 56    |       |
| 4. April  | Frederick Robe                         | Gouverneur von South Australia |       |       |
| 5. April  | Bernhard Eisenstuck                    | deutscher Politiker und Fabrikant | 65    |       |
| 5. April  | François Michel Hoguet                 | französischer Tänzer | 77    |       |
| 5. April  | Paolo Savi                             | italienischer Geologe und Ornithologe                                                                                                  | 72    |       |
| 6. April  | Josef Naus                             | Offizier und Vermessungstechniker | 77    |       |
| 6. April  | Zadock Pratt                           | US-amerikanischer Politiker | 80    |       |
| 7. April  | Adolf von Moltke                       | deutscher Verwaltungsjurist in dänischen und preußischen Diensten; Administrator der Grafschaft Rantzau, Landrat des Kreises Pinneberg | 66    |       |
| 7. April  | Wilhelm von Tegetthoff                 | österreichischer Admiral | 43    |       |
| 8. April  | Jean-Baptiste Guimet                   | französischer Chemiker | 75    |       |
| 8. April  | Philipp von Wintzingerode              | kurhessischer Außenminister | 59    |       |
| 9. April  | Heinrich Theodor Rötscher              | deutscher Lehrer, Dramaturg und Ästhetiker                                                                                             | 68    |       |
| 9. April  | Leopold Immanuel Rückert               | protestantischer Theologe | 74    |       |
| 11. April | Georges Clément                        | Schweizer Politiker | 45    |       |
| 11. April | Pierre Leroux                          | französischer Philosoph und Sozialist                                                                                                  | 73    |       |
| 11. April | Giovanni Battista Sertorio             | Schweizer Maler | 66    |       |
| 12. April | Ludwig Frey                            | deutscher Rechtswissenschaftler und Publizist                                                                                          | 60    |       |
| 13. April | Carl Hirnbein                          | Großbauer, Agrarreformer und Politiker in Süddeutschland                                                                               | 64    |       |
| 14. April | Erasmus Engert                         | österreichischer Maler und Restaurator                                                                                                 | 75    |       |
| 14. April | Hugo Hagen                             | deutscher Bildhauer |       |       |
| 14. April | Ludwig Karl Hartmann                   | preußischer Jurist | 83    |       |
| 14. April | Wilhelm von Marsano                    | österreichischer Offizier, Autor | 73    |       |
| 15. April | Max Frey                               | bayerischer und griechischer Beamter                                                                                                   |       |       |
| 15. April | Friedrich Wilhelm Hirt                 | deutscher Glockengießer, letzter Ratsgießmeister der Hansestadt Lübeck                                                                 | 81    |       |
| 15. April | Karl Benjamin Preusker                 | Vorkämpfer der Volksbüchereibewegung, Schriftsteller, Archäologe und Museumspionier in Sachsen                                         | 84    |       |
| 16. April | Ebenezer Dumont                        | US-amerikanischer Politiker | 56    |       |
| 16. April | Francisco Javier de Istúriz            | spanischer Staatsmann | 80    |       |
| 16. April | Johann von Oppolzer                    | österreichischer Mediziner | 62    |       |
| 16. April | Hermann Wedewer                        | deutscher Pädagoge, Sprachwissenschaftler und Politiker                                                                                | 59    |       |
| 17. April | Thomas Alexander Marshall              | US-amerikanischer Politiker | 77    |       |
| 17. April | Justin Sheil                           | britischer Botschafter | 67    |       |
| 18. April | Franz Xaver Gruber                     | österreichischer Organist, Komponist und Publizist                                                                                     | 44    |       |
| 18. April | Omar Pascha                            | osmanischer General serbischer Herkunft                                                                                                | 64    |       |
| 19. April | Gustav Jäger                           | deutscher Maler | 62    |       |
| 19. April | Karl Christoph Roeder von Diersburg    | deutscher Landschaftsmaler | 81    |       |
| 20. April | Severino Guscetti                      | Schweizer Politiker und Arzt | 54    |       |
| 20. April | Franz Pfister                          | badischer Beamter |       |       |
| 20. April | Zephaniah Platt                        | US-amerikanischer Jurist und Politiker                                                                                                 | 75    |       |
| 20. April | Ludwig Stantz                          | Schweizer Arzt und Glasmaler | 69    |       |
| 21. April | Karl Friedrich von Gemmingen           | württembergischer Kammerherr und Kreisforstrat des Donaukreises                                                                        | 92    |       |
| 21. April | Elisabeth Grube                        | deutsche Dichterin und Schriftstellerin                                                                                                | 67    |       |
| 21. April | Carl von Nellessen                     | deutscher Tuchfabrikant und Politiker sowie Rittergutsbesitzer                                                                         | 71    |       |
| 21. April | Heinrich Rüegg                         | Schweizer Politiker und Arzt | 69    |       |
| 22. April | Melchior Meyr                          | Dichter und Philosoph | 60    |       |
| 22. April | Friedrich Magnus Schwerd               | deutscher Lehrer, Astronom und Physiker                                                                                                | 79    |       |
| 22. April | Friedrich von Waldburg-Wolfegg-Waldsee | deutscher Adliger | 62    |       |
| 23. April | Frerich Bohlken                        | Landwirt und Gestalt in der ersten Generation der nordwestdeutschen Baptistengemeinden                                                 | 58    |       |
| 23. April | Émile Deschamps                        | französischer Dichter | 80    |       |
| 24. April | Karl Girardet                          | Schweizer Maler | 57    |       |
| 24. April | Joseph Petzl                           | deutscher Maler | 67    |       |
| 26. April | August Ballnus                         | deutscher evangelischer Theologe | 63    |       |
| 26. April | Jean-Jacques Castoldi                  | Schweizer Politiker und Richter | 66    |       |
| 26. April | Johann Friedrich Voigt                 | deutscher Grafiker, Landschaftsmaler und Porträtmaler                                                                                  | 78    |       |
| 26. April | Ludwig Franz Alexander Winther         | deutscher Pathologe und Ophthalmologe                                                                                                  | 59    |       |
| 27. April | John William Jones                     | US-amerikanischer Politiker | 65    |       |
| 27. April | Eduard Emil Koch                       | deutscher Theologe und Hymnologe | 62    |       |
| 27. April | Alexandre Laemlein                     | deutsch-französischer Maler | 57    |       |
| 27. April | Sigismund Thalberg                     | österreichischer Komponist und Pianist                                                                                                 | 59    |       |
| 28. April | Christoph Anton Balzer                 | deutscher Kaufmann und Politiker, MdHB                                                                                                 | 53    |       |
| 28. April | Johann Viktor Gruol der Jüngere        | deutscher Orgelbauer |       |       |
| 28. April | James Murray Mason                     | US-amerikanischer Politiker | 72    |       |
| 28. April | Ferdinand Prantner                     | österreichischer Beamter und Schriftsteller                                                                                            | 58    |       |
| 28. April | Franz von Schaub                       | österreichischer Astronom und Ozeanograph                                                                                              | 54    |       |
| 28. April | Pietro Stoffella d’Alta Rupe           | österreichischer Frauenarzt | 76    |       |
| 29. April | Eugène Daumas                          | französischer General | 67    |       |
| 29. April | Heinrich Hirzel                        | Schweizer evangelischer Geistlicher | 52    |       |
| 29. April | Otto Speckter                          | deutscher Maler | 63    |       |

## Mai
| Tag     | Name                                          | Beruf, bekannt als                                                                             | Alter | Beleg |
| ------- | --------------------------------------------- | ---------------------------------------------------------------------------------------------- | ----- | ----- |
| 1. Mai  | Andreas Andresen                              | deutscher Kunstbuchautor                                                                       | 42    |       |
| 1. Mai  | Henry Cousins Chambers                        | US-amerikanischer und konföderierter Politiker                                                 | 47    |       |
| 1. Mai  | Charlotte Häser                               | deutsche Opernsängerin (Sopran)                                                                | 87    |       |
| 1. Mai  | Charles Manly                                 | US-amerikanischer Politiker, Gouverneur von North Carolina                                     | 75    |       |
| 3. Mai  | Eduard Munk                                   | deutscher klassischer Philologe                                                                | 68    |       |
| 3. Mai  | Gregor Wolny                                  | österreichisch-mährischer Historiker                                                           | 77    |       |
| 4. Mai  | Fabian zu Dohna-Schlodien                     | deutscher Verwaltungsbeamter und Gutsbesitzer                                                  | 68    |       |
| 4. Mai  | Edmund Emundts                                | deutscher Politiker und Oberbürgermeister von Aachen                                           | 78    |       |
| 4. Mai  | Pablo Fanque                                  | britischer Artist und Zirkusdirektor                                                           |       |       |
| 4. Mai  | Maria Annunziata von Neapel-Sizilien          | Prinzessin von Neapel-Sizilien und Erzherzogin von Österreich                                  | 28    |       |
| 5. Mai  | Henri-Godefroy de La Tour d’Auvergne          | französischer Adeliger aus dem Haus La Tour d’Auvergne und Staatsmann des Zweiten Kaiserreichs | 47    |       |
| 7. Mai  | Simon Ettlin                                  | Schweizer Politiker, Arzt, Zeichner, Architekt, Maler und Zeichenlehrer                        | 53    |       |
| 7. Mai  | Robert Heller                                 | deutscher Journalist, Schriftsteller und Publizist                                             | 58    |       |
| 7. Mai  | James Yates                                   | englischer Pfarrer, Archäologe und Amateurbotaniker                                            | 82    |       |
| 8. Mai  | John L. Lewis                                 | US-amerikanischer Politiker                                                                    |       |       |
| 11. Mai | John Herschel                                 | britischer Astronom                                                                            | 79    |       |
| 11. Mai | Woldemar von Heyden                           | Generallandschaftsrat von Pommern und Rittergutsbesitzer                                       | 62    |       |
| 12. Mai | Daniel-François-Esprit Auber                  | französischer Komponist                                                                        | 89    |       |
| 12. Mai | James Godfrey Booth                           | schottischer Saatengroßhändler und Gründer der Cas-Compagnie in Hamburg                        | 77    |       |
| 13. Mai | William M. Fenton                             | US-amerikanischer Politiker                                                                    | 62    |       |
| 13. Mai | Paul Konewka                                  | deutscher Silhouettenschneider und Zeichner                                                    | 30    |       |
| 13. Mai | Anselme Payen                                 | französischer Chemiker, Physiker und Mathematiker                                              | 76    |       |
| 14. Mai | Agénor Étienne de Gasparin                    | französischer Publizist und Politiker, Mitglied der Nationalversammlung                        | 60    |       |
| 14. Mai | Johannes Selenka                              | deutscher Buchbinder und Wegbereiter der Handwerkerbewegung                                    | 69    |       |
| 16. Mai | Alfred Babcock                                | US-amerikanischer Politiker                                                                    | 66    |       |
| 16. Mai | Peter Wilhelm Werhahn                         | deutscher Holzhändler und Sägereibesitzer                                                      | 69    |       |
| 17. Mai | John Lee                                      | US-amerikanischer Politiker                                                                    | 83    |       |
| 17. Mai | Regina Wirth                                  | Teilnehmerin am Hambacher Fest                                                                 |       |       |
| 18. Mai | Edward Rulloff                                | US-amerikanisch-kanadischer Philologe                                                          | 52    |       |
| 18. Mai | Eduard von der Schulenburg-Emden              | deutscher Gutsbesitzer und Mitglied des Preußischen Herrenhauses                               | 79    |       |
| 18. Mai | Eduard Friedrich Weber                        | deutscher Physiologe und Arzt                                                                  | 65    |       |
| 18. Mai | Ilja Gawrilowitsch Wosnessenski               | russischer Wissenschaftler und Forschungsreisender                                             | 54    |       |
| 19. Mai | Wenzel Eliatschek von Siebenburg              | österreichischer General                                                                       | 92    |       |
| 19. Mai | Max Letteris                                  | jüdischer Autor, Literaturwissenschaftler und Orientalist                                      | 70    |       |
| 20. Mai | Marie Görres                                  | deutsche Schriftstellerin und Publizistin, Tochter von Joseph Görres                           | 62    |       |
| 20. Mai | Heinrich Wilhelm Haltermann                   | Kaufmann und Senator der Hansestadt Lübeck                                                     | 67    |       |
| 20. Mai | Wilhelm Heinrich Koopmann                     | deutscher Geistlicher, lutherischer Bischof für Holstein                                       | 56    |       |
| 21. Mai | Rudolf Sigismund Blochmann                    | deutscher Ingenieur, Pionier der Gasbeleuchtung                                                | 86    |       |
| 21. Mai | Carl Wilhelm von Lancizolle                   | deutscher Jurist                                                                               | 75    |       |
| 22. Mai | Jean-François Cail                            | französischer Ingenieur und Unternehmer                                                        | 67    |       |
| 22. Mai | Friedrich Halm                                | österreichischer Dichter und Dramatiker                                                        | 65    |       |
| 22. Mai | Leopold IV. Friedrich                         | Herzog von Anhalt-Dessau                                                                       | 76    |       |
| 22. Mai | Émilie de Pellapra                            | französische Frau, Tochter Napoléon Bonapartes                                                 | 64    |       |
| 23. Mai | John J. Chappell                              | US-amerikanischer Politiker                                                                    | 89    |       |
| 23. Mai | Gustave Chaudey                               | französischer Jurist und Politiker                                                             | 53    |       |
| 23. Mai | Jarosław Dąbrowski                            | polnischer Demokrat                                                                            | 34    |       |
| 23. Mai | Franz Meyer                                   | deutscher Unternehmer                                                                          | 71    |       |
| 23. Mai | Ramón de la Sagra                             | spanischer Soziologe, Ökonom, Botaniker und Anarchist                                          | 73    |       |
| 23. Mai | Ernst Reinhold Hofmann                        | russischer Geologe, Geograph, Mineraloge und Forschungsreisender                               | 70    |       |
| 24. Mai | Georges Darboy                                | französischer Geistlicher, Erzbischof von Paris                                                | 58    |       |
| 24. Mai | Édélestand Du Méril                           | französischer Romanist und Literaturwissenschaftler                                            | 70    |       |
| 24. Mai | Victor Gaudard                                | Schweizer Politiker                                                                            | 73    |       |
| 24. Mai | Jakob Leuenberger                             | Schweizer Politiker                                                                            | 48    |       |
| 24. Mai | Johann Christian Söhle                        | deutscher Kaufmann, Bankier und Politiker, MdHB                                                | 69    |       |
| 24. Mai | Joseph von Syberg zu Sümmern                  | deutscher Hausmarschall, wirklicher geheimer Rat und Hoftheaterintendant                       | 70    |       |
| 25. Mai | Nikolai Sergejewitsch Bobrischtschew-Puschkin | russischer Leutnant und Dekabrist                                                              | 70    |       |
| 25. Mai | Louis Charles Delescluze                      | französischer Kommunist und Mitglied der Pariser Kommune                                       | 61    |       |
| 25. Mai | Wilhelm Levysohn                              | deutscher Buchhändler und Politiker                                                            | 55    |       |
| 26. Mai | Ludwig Bausch senior                          | deutscher Geigenbauer und Bogenmacher                                                          | 66    |       |
| 26. Mai | Aimé Maillart                                 | französischer Komponist                                                                        | 54    |       |
| 27. Mai | Eduard Bürklein                               | deutscher Architekt                                                                            | 55    |       |
| 29. Mai | Blasius Kozenn                                | österreichischer Kartograph                                                                    | 50    |       |
| 30. Mai | Wilhelm Devrient                              | deutscher Maler, Kupferstecher und Lithograf                                                   | 71    |       |
| 31. Mai | René-Edouard Claparède                        | Schweizer Zoologe und Professor für Vergleichende Anatomie in Genf                             | 39    |       |

## Juni
| Tag      | Name                           | Beruf, bekannt als                                                          | Alter | Beleg |
| -------- | ------------------------------ | --------------------------------------------------------------------------- | ----- | ----- |
| 1. Juni  | Heinrich Hübbe                 | deutscher Wasserbau-Ingenieur und Baubeamter                                | 67    |       |
| 1. Juni  | Carl Wilhelm Alfred Mauke      | deutscher Buchhändler                                                       | 46    |       |
| 1. Juni  | August Neilreich               | österreichischer Botaniker                                                  | 67    |       |
| 3. Juni  | Jakob Wilhelm Huber            | Schweizer Landschaftsmaler, Zeichner und Radierer                           | 83    |       |
| 4. Juni  | Johann Bernhard Chemnitz       | deutscher evangelisch-lutherischer Geistlicher und Abgeordneter             | 69    |       |
| 4. Juni  | Rudolph Oppenheim              | deutscher Kaufmann, Bankier und Konsul                                      | 59    |       |
| 5. Juni  | Frederick Gerald Byng          | englischer Adliger und Exzentriker                                          |       |       |
| 5. Juni  | Wiktor Iwanowitsch Motschulski | russischer Oberst und Entomologe (Insektensammler), spezialisiert auf Käfer | 61    |       |
| 5. Juni  | Wilhelm Seissenschmidt         | deutscher Bürgermeister                                                     | 69    |       |
| 6. Juni  | Wilhelm Wicke                  | deutscher Agrikulturchemiker                                                | 43    |       |
| 7. Juni  | Immanuel Bekker                | deutscher Altphilologe                                                      | 86    |       |
| 7. Juni  | Thomas Jackson Rodman          | US-amerikanischer Offizier und Erfinder                                     | 54    |       |
| 8. Juni  | Carl Julius Fritzsche          | deutscher Chemiker                                                          | 62    |       |
| 8. Juni  | Charles Wesley Pitman          | US-amerikanischer Politiker                                                 |       |       |
| 8. Juni  | Karl von Prittwitz             | preußischer Offizier, zuletzt General der Infanterie                        | 80    |       |
| 9. Juni  | Anna Atkins                    | englische Botanikerin, Illustratorin und Fotopionierin                      | 72    |       |
| 9. Juni  | Georg Kremplsetzer             | deutscher Komponist und Musiker                                             | 44    |       |
| 9. Juni  | Jean Edmond Lafargue           | deutscher Kaufmann                                                          | 48    |       |
| 9. Juni  | Friedrich Ueberweg             | deutscher Philosoph                                                         | 45    |       |
| 11. Juni | Christoph Conrad Weinmeister   | österreichischer Sensenfabrikant und Industrieller                          | 61    |       |
| 12. Juni | Christoph Friedrich Jasche     | deutscher Naturforscher                                                     | 90    |       |
| 13. Juni | Jean Eugène Robert-Houdin      | französischer Zauberkünstler                                                | 65    |       |
| 14. Juni | Charles Gavard                 | französischer Ingenieur, Kunsthistoriker, Kupferstecher und Verleger        | 76    |       |
| 14. Juni | Moritz Rathenau                | deutscher Unternehmer                                                       | 72    |       |
| 15. Juni | Moritz von Baumbach            | kurhessischer Obergerichtsdirektor, Justizminister und Landtagsabgeordneter | 82    |       |
| 16. Juni | Erhard Joseph Brenzinger       | deutscher Historien- und Porträtmaler, Zeichenlehrer und Museumsmann        | 67    |       |
| 17. Juni | Hugo von Blomberg              | deutscher Maler, Dichter und Kunstschriftsteller                            | 50    |       |
| 17. Juni | Richard D. Davis               | US-amerikanischer Jurist und Politiker                                      |       |       |
| 17. Juni | Wilhelm Rohden                 | Kammergerichtsrat, Reichstagsabgeordneter                                   | 64    |       |
| 17. Juni | Clement Vallandigham           | US-amerikanischer Politiker                                                 | 50    |       |
| 18. Juni | George Grote                   | englischer Althistoriker                                                    | 76    |       |
| 18. Juni | Gabriel de Rumine              | russisch-schweizerischer Bauingenieur                                       | 30    |       |
| 19. Juni | Johann Fischbach               | österreichischer Maler                                                      | 74    |       |
| 20. Juni | Julien Schaller                | Schweizer Politiker und Staatsrat des Kantons Freiburg                      | 63    |       |
| 22. Juni | Aristodemo Costoli             | italienischer Bildhauer und Maler                                           | 67    |       |
| 22. Juni | Charles Lemaire                | französischer Botaniker und Schriftsteller                                  | 70    |       |
| 24. Juni | Giovanni von Castelmur         | Baron aus dem Bergell                                                       | 71    |       |
| 24. Juni | Karl Theodor Albert Liebner    | deutscher lutherischer Theologe, Philologe und Historiker                   | 65    |       |
| 25. Juni | Fedor von Kleist               | preußischer Generalmajor                                                    | 59    |       |
| 26. Juni | Andrew Jackson Donelson        | Diplomat und Kandidat für die Vizepräsidentschaft der Vereinigten Staaten   | 71    |       |
| 26. Juni | Albert Schumacher              | deutsch-amerikanischer Kaufmann                                             | 69    |       |
| 27. Juni | Ludwig Aaron Gans              | deutscher Unternehmer                                                       | 76    |       |
| 27. Juni | Thomas Johns Perry             | US-amerikanischer Politiker                                                 | 64    |       |
| 27. Juni | Franz Albert Venus             | deutscher Maler, Zeichner und Radierer                                      | 29    |       |
| 28. Juni | John Pease Sanderson           | amerikanischer Politiker                                                    | 54    |       |
| 29. Juni | Betsy Balcombe                 | englische Vertraute von Napoleon Bonaparte in seinem Exil                   |       |       |
| 29. Juni | John Henry Luers               | US-amerikanischer Geistlicher, Bischof von Fort Wayne                       | 51    |       |
| 30. Juni | Andreas von Meiller            | österreichischer Archivar und Historiker                                    | 58    |       |
| 30. Juni | Franz Xaver Zenger             | deutscher Rechtswissenschaftler                                             | 72    |       |

## Juli
| Tag      | Name                                  | Beruf, bekannt als                                                       | Alter | Beleg |
| -------- | ------------------------------------- | ------------------------------------------------------------------------ | ----- | ----- |
| 1. Juli  | Amalie Hassenpflug                    | deutsche Schriftstellerin und Freundin von Annette von Droste-Hülshoff   | 71    |       |
| 1. Juli  | Charles Texier                        | französischer Reisender, Archäologe und Architekt                        | 68    |       |
| 3. Juli  | Julius Milde                          | deutscher Botaniker                                                      | 46    |       |
| 3. Juli  | Karl Gottfried Salzmann               | österreichischer Pianist, Komponist und Musikpädagoge                    | 73    |       |
| 5. Juli  | Cristina Trivulzio Belgiojoso         | italienische Freiheitskämpferin und Historikerin                         | 62    |       |
| 7. Juli  | Gregor Arvay                          | ungarischer katholischer Geistlicher, Lehrer und Schriftsteller          | 80    |       |
| 7. Juli  | Peter Carl Brauweiler                 | deutscher Bürgermeister in Düren                                         | 67    |       |
| 7. Juli  | Johann Ludwig Quandt                  | evangelischer Geistlicher und pommerscher Historiker                     | 69    |       |
| 8. Juli  | Karl Gustav von Berneck               | deutscher Novellist und Militärschriftsteller                            | 67    |       |
| 9. Juli  | Anton Altmann                         | österreichischer Landschaftsmaler                                        | 63    |       |
| 9. Juli  | Philipp August von Amsberg            | deutscher Eisenbahndirektor                                              | 82    |       |
| 9. Juli  | Lelio Della Torre                     | italienischer jüdischer Gelehrter und hebräischer Lyriker                | 66    |       |
| 9. Juli  | Gustav von Girsewald                  | deutscher Offizier                                                       | 58    |       |
| 9. Juli  | Alexander Keith Johnston              | britischer Kartograph                                                    | 66    |       |
| 9. Juli  | John Slidell                          | US-amerikanischer Politiker                                              |       |       |
| 11. Juli | Friedrich Wilhelm Heinrich Frommhagen | deutscher Kommunalpolitiker                                              | 55    |       |
| 12. Juli | Wilhelm von Geyso                     | Sachsen-meiningischer Kammerherr und Abgeordneter                        | 70    |       |
| 15. Juli | James Busby                           | Weinanbauexperte, Autor, britischer Resident in Neuseeland und Politiker | 69    |       |
| 15. Juli | Ján Chalupka                          | slowakischer Schriftsteller und Dramatiker                               | 79    |       |
| 15. Juli | Tad Lincoln                           | jüngster Sohn von Abraham Lincoln                                        | 18    |       |
| 16. Juli | Franz Alwens                          | bayerischer Regierungspräsident der Rheinpfalz                           | 78    |       |
| 17. Juli | Cornelius Roosevelt                   | US-amerikanischer Geschäftsmann und Bankier                              | 77    |       |
| 17. Juli | Carl Tausig                           | polnischer Pianist, Komponist und Musikpädagoge                          | 29    |       |
| 19. Juli | Johann Christian Lürßen               | deutscher Korkfabrikant und Abgeordneter des Oldenburger Landtags        | 59    |       |
| 20. Juli | François Delsarte                     | französischer Sänger, Tanzpädagoge und Ballettreformer                   | 59    |       |
| 20. Juli | Albrecht Tribolet                     | Schweizer Mediziner                                                      |       |       |
| 20. Juli | Christian Wunderlich                  | deutscher Mediziner und Oberamtsarzt                                     | 65    |       |
| 25. Juli | Mademoiselle Anaïs                    | französische Schauspielerin                                              | 69    |       |
| 25. Juli | Hermann Freese                        | deutscher Maler                                                          | 52    |       |
| 25. Juli | Ferdinand Sames                       | deutscher Richter und Parlamentarier                                     |       |       |
| 26. Juli | Ernst Weiß                            | deutscher Bariton, Tenor, Opernsänger, Schauspieler und Theaterregisseur | 43    |       |
| 30. Juli | Max Bezzel                            | deutscher Schachspieler und Problemkomponist                             | 47    |       |
| 31. Juli | Phoebe Cary                           | US-amerikanische Lyrikerin                                               | 46    |       |

## August
| Tag        | Name                                  | Beruf, bekannt als                                                                        | Alter | Beleg |
| ---------- | ------------------------------------- | ----------------------------------------------------------------------------------------- | ----- | ----- |
| 2. August  | Philipp von Croÿ                      | preußischer Generalleutnant                                                               | 69    |       |
| 2. August  | August von Haeften                    | preußischer Archivar                                                                      | 39    |       |
| 4. August  | Tāmati Wāka Nene                      | Māori-Stammesführer und Kriegsführer in Neuseeland                                        |       |       |
| 4. August  | A. B. Thompson                        | US-amerikanischer Geschäftsmann, General und Politiker                                    | 73    |       |
| 6. August  | Miroslav Vilhar                       | slowenischer Autor, Komponist und Politiker                                               | 52    |       |
| 7. August  | Edmund Bojanowski                     | polnischer Ordensgründer, Seliger                                                         | 56    |       |
| 7. August  | Carl Friedrich Reichardt              | deutscher Architekt und Autor                                                             | 68    |       |
| 8. August  | Karl Joseph Litschauer                | österreichisch-deutscher Maler                                                            | 41    |       |
| 9. August  | José Mármol                           | argentinischer Schriftsteller, Politiker und Leiter der argentinischen Nationalbibliothek | 53    |       |
| 10. August | Hans Georg Stehlin                    | Schweizer Unternehmer                                                                     | 64    |       |
| 10. August | Adam von Tümpling                     | preußischer General der Kavallerie                                                        | 90    |       |
| 11. August | Jean-Chrysostome Brauneis junior      | kanadischer Komponist, Organist und Musikpädagoge                                         | 57    |       |
| 11. August | Nicolaus Hadermann                    | deutscher Pädagoge und Politiker der Freien Stadt Frankfurt                               | 65    |       |
| 12. August | August Friedrich Günther              | deutscher Militärarztund Hochschullehrer                                                  | 65    |       |
| 13. August | Joseph Alois von Attems-Heiligenkreuz | österreichischer Feldmarschallleutnant und Landkomtur des Deutschen Ordens                | 90    |       |
| 14. August | Philipp Blommaert                     | flämischer Schriftsteller                                                                 | 61    |       |
| 14. August | Detmar Wilhelm Soemmerring            | deutscher Arzt                                                                            | 78    |       |
| 16. August | Charles Dezobry                       | französischer Historiker und Verleger                                                     | 73    |       |
| 16. August | August Werner von Meding              | preußischer Beamter                                                                       | 79    |       |
| 16. August | Hans Adolf von Plessen                | Mecklenburger Wirklicher Geheimer Rat und Oberkammerherr, Exzellenz                       | 81    |       |
| 18. August | William Norton Shinn                  | US-amerikanischer Politiker                                                               | 88    |       |
| 19. August | Johan Georg Bøhmer Campbell           | norwegischer Landschaftsmaler der Düsseldorfer Schule                                     | 36    |       |
| 21. August | Wilhelm von Ploennies                 | deutscher Militärschriftsteller und Übersetzer                                            | 42    |       |
| 21. August | Andrew Trumbo                         | US-amerikanischer Politiker                                                               | 73    |       |
| 22. August | Józef Gółkowski                       | polnischer Verleger und Redakteur in Westpreußen                                          | 83    |       |
| 22. August | Alois Offner                          | österreichischer Unternehmer und Politiker                                                | 72    |       |
| 22. August | Karl Töpfer                           | deutscher Theaterfachmann, Schauspieler, Dramaturg, Publizist und Gitarrist               | 78    |       |
| 22. August | Wilhelm Zahn                          | deutscher Dekorationsmaler und Architekt                                                  | 71    |       |
| 23. August | Ludwig Heinrich Kunhardt              | lutherischer Pfarrer                                                                      | 83    |       |
| 24. August | Rachel Luzzatto Morpurgo              | jüdisch-italienische Dichterin und Hebraistin                                             | 81    |       |
| 26. August | Ezra Stiles Gannett                   | US-amerikanischer unitarischer Theologe                                                   | 70    |       |
| 26. August | James de Carle Sowerby                | englischer Naturwissenschaftler und Künstler                                              | 84    |       |
| 27. August | William Whiting Boardman              | US-amerikanischer Politiker                                                               | 76    |       |
| 27. August | Paul de Kock                          | französischer Schriftsteller                                                              | 78    |       |
| 28. August | Matthias Deymann                      | deutscher Jurist und Politiker                                                            | 72    |       |
| 28. August | Kajetan Georg von Kaiser              | deutscher Chemiker                                                                        | 68    |       |
| 28. August | Georg von Viebahn                     | preußischer Beamter und Statistiker                                                       | 68    |       |
| 28. August | Karl Zittel                           | evangelischer Theologe und Politiker                                                      | 69    |       |
| 30. August | Moritz Pinder                         | deutscher Philologe, Philosoph und Bibliothekar                                           | 64    |       |
| August     | Joseph Charlot                        | französischer Komponist                                                                   | 44    |       |

## September
| Tag           | Name                                 | Beruf, bekannt als                                                                        | Alter | Beleg |
| ------------- | ------------------------------------ | ----------------------------------------------------------------------------------------- | ----- | ----- |
| 1. September  | Luis González Bravo                  | Ministerpräsident von Spanien                                                             | 60    |       |
| 1. September  | Ernst Friedrich Gelpke               | Schweizer evangelischer Geistlicher und Hochschullehrer                                   | 64    |       |
| 2. September  | Josef von Hempel                     | österreichischer Maler (Gruppe der Nazarener) sowie Schriftsteller                        | 71    |       |
| 2. September  | Karl Theodor Oelrichs                | deutscher Jurist und Sportfunktionär                                                      | 67    |       |
| 2. September  | Nicolaus Szécsen von Temerin         | österreichischer Politiker                                                                | 88    |       |
| 2. September  | Rudolf von Smetana                   | österreichischer Redemptorist                                                             | 68    |       |
| 3. September  | Václav Emanuel Horák                 | tschechischer Komponist                                                                   | 71    |       |
| 4. September  | Alfred de Bougy                      | französischer Schriftsteller und Historiker                                               | 56    |       |
| 5. September  | Johann Adolf von Carnap              | deutscher Politiker                                                                       | 78    |       |
| 5. September  | Bernhard Luttermersk                 | Dichter, Schriftsteller und Journalist                                                    | 43    |       |
| 5. September  | Carl Edward Norström                 | schwedischer Ingenieur und Eisenbahnbauer                                                 | 56    |       |
| 6. September  | Ludwig Dindorf                       | deutscher Klassischer Philologe                                                           | 66    |       |
| 6. September  | James Ferguson Dowdell               | US-amerikanischer Rechtsanwalt und Politiker                                              | 52    |       |
| 6. September  | Johann Adolf Lasinsky                | deutscher Maler und Zeichner                                                              | 62    |       |
| 6. September  | Mehmed Emin Ali Pascha               | osmanischer Staatsmann                                                                    |       |       |
| 7. September  | Ernst-Friedrich Trull                | deutscher Apotheker                                                                       |       |       |
| 8. September  | Étienne Soubre                       | belgischer Komponist                                                                      | 57    |       |
| 9. September  | Louis Edouard Bouet-Willaumez        | französischer Admiral                                                                     | 63    |       |
| 9. September  | Stand Watie                          | Stammesführer der Cherokee und Südstaatengeneral während des Sezessionskrieges            | 64    |       |
| 10. September | Thekla Naveau                        | deutsche Frauenrechtlerin und Jugendbuchautorin                                           | 49    |       |
| 11. September | Johannes Baptista Diehl              | Generalvikar im Bistum Limburg                                                            | 64    |       |
| 12. September | Karl Collan                          | finnisch-schwedischer Tonsetzer, Schriftsteller und Bibliothekar                          | 43    |       |
| 12. September | Júlio Dinis                          | portugiesischer Arzt und Schriftsteller                                                   | 31    |       |
| 13. September | Hermann Adalbert Daniel              | deutscher evangelischer Theologe und Geograf                                              | 58    |       |
| 13. September | Carl Hierholzer                      | deutscher Mathematiker                                                                    | 30    |       |
| 13. September | Şinasi                               | osmanischer Autor, Journalist und Übersetzer                                              | 45    |       |
| 14. September | Expedit Baumgart                     | deutscher Musikpädagoge, Komponist und Gymnasiallehrer                                    | 54    |       |
| 15. September | Karl von Saucken                     | preußischer Rittergutsbesitzer und Politiker                                              | 48    |       |
| 16. September | Henry Clay Longnecker                | US-amerikanischer Politiker                                                               | 51    |       |
| 16. September | Heinrich Marr                        | deutscher Schauspieler                                                                    | 74    |       |
| 16. September | Friedrich Schubarth                  | deutscher Jurist und Politiker                                                            | 67    |       |
| 16. September | Jean-André-Tiburce Sébastiani        | französischer General                                                                     | 85    |       |
| 16. September | Jan Erazim Vocel                     | tschechischer Dichter, Prähistorischer Archäologe und Kulturhistoriker                    | 68    |       |
| 17. September | Johann Traugott Dreyer von der Iller | österreichischer Offizier, Augen- und Militärarzt                                         | 67    |       |
| 17. September | Franz Edler von Hilleprandt          | Hof- und Gerichtsadvokat, Sekretär des Dommusikvereins und Mozarteums in Salzburg         | 75    |       |
| 18. September | John James Allen                     | US-amerikanischer Jurist und Politiker                                                    | 73    |       |
| 19. September | Luís Augusto Rebelo da Silva         | portugiesischer Journalist, Historiker, Romancier und Politiker                           | 49    |       |
| 19. September | Ezra Wheeler                         | US-amerikanischer Politiker                                                               | 50    |       |
| 20. September | Jakob Gsell                          | Wollhändler und Wiener Kunstsammler                                                       |       |       |
| 21. September | Bird Beers Chapman                   | US-amerikanischer Politiker                                                               | 50    |       |
| 21. September | Johann Gottlieb Meebold              | deutscher Unternehmer, Mitbegründer der Württembergischen Cattunmanufactur                | 75    |       |
| 21. September | Robert Marcellus Stewart             | Gouverneur von Missouri                                                                   | 56    |       |
| 22. September | Charlotte Elliott                    | britische Dichterin und Verfasserin religiöser Hymnen                                     | 82    |       |
| 23. September | Numa Baragnon                        | französischer Politiker, Mitglied der Nationalversammlung                                 | 73    |       |
| 24. September | Carl von Oertzen                     | deutscher Jurist und Komponist                                                            | 70    |       |
| 25. September | Arvid August Afzelius                | erster Sammler schwedischer Volkslieder                                                   | 86    |       |
| 25. September | Ferdinand Fellner der Ältere         | österreichischer Architekt                                                                | 56    |       |
| 25. September | Rudolf Reuter                        | deutscher Schiffbauer und Unternehmer                                                     | 36    |       |
| 25. September | Joseph Richardson                    | US-amerikanischer Politiker                                                               | 93    |       |
| 26. September | Cipriani Potter                      | britischer Komponist, Pianist und Musikpädagoge                                           | 78    |       |
| 27. September | James Holt Clanton                   | Politiker in Alabama und General der Konföderierten Staaten im Amerikanischen Bürgerkrieg | 44    |       |
| 27. September | Jakob Herz                           | deutscher Arzt und erster jüdischer Professor in Bayern                                   | 55    |       |
| 27. September | Paulus Friedrich Lamberti            | deutscher Verleger                                                                        | 56    |       |
| 29. September | Adam Bartold Ludwig von Lützow       | deutscher Verwaltungsjurist und oldenburgischer Kammerherr und Abgeordneter               | 78    |       |
| 29. September | George Traill                        | schottischer Politiker, Mitglied des House of Commons                                     | 83    |       |

## Oktober
| Tag         | Name                                | Beruf, bekannt als                                                                                | Alter | Beleg |
| ----------- | ----------------------------------- | ------------------------------------------------------------------------------------------------- | ----- | ----- |
| 1. Oktober  | Johann Baptist Baltzer              | deutscher katholischer Theologe                                                                   | 68    |       |
| 3. Oktober  | Johann Daniel Meier                 | Bremer Senator und Bürgermeister                                                                  | 67    |       |
| 3. Oktober  | August Ludwig von Senarclens-Grancy | deutscher Offizier und Hofbeamter                                                                 | 77    |       |
| 4. Oktober  | Sarel Arnoldus Cilliers             | Voortrekkeranführer und ein Prediger                                                              | 70    |       |
| 5. Oktober  | Alexander Nikolajewitsch Afanassjew | Erforscher russischer Märchen                                                                     | 45    |       |
| 5. Oktober  | Cyrus Aldrich                       | US-amerikanischer Politiker                                                                       | 63    |       |
| 5. Oktober  | Francisco Burdett O’Connor          | Offizier in der Irischen Legion von Simón Bolívars Armee                                          | 80    |       |
| 6. Oktober  | Johann Leopold Abel                 | deutsch-britischer Komponist, Pianist, Violoncellist, Geiger und Musikpädagoge                    | 76    |       |
| 7. Oktober  | John Fox Burgoyne                   | britischer Feldmarschall                                                                          | 89    |       |
| 7. Oktober  | Michael Phelan                      | irischstämmiger US-amerikanischer Billardspieler und Unternehmer                                  | 54    | [ 1 ] |
| 9. Oktober  | Christian Anton Kolb                | deutscher Musiker, Komponist und Militär-Kapellmeister                                            | 45    |       |
| 10. Oktober | Berthold Carl Seemann               | deutscher Reisender und Naturforscher                                                             | 46    |       |
| 11. Oktober | Eugen Kvaternik                     | kroatischer Politiker                                                                             | 45    |       |
| 12. Oktober | Friedrich Kriehuber                 | österreichischer Zeichner, Lithograph und Holzstecher                                             | 37    |       |
| 12. Oktober | Karl Johann Anton von Liechtenstein | Regent des Fürstentums Liechtenstein                                                              | 68    |       |
| 12. Oktober | Johann Mann                         | deutscher Kaufmann, Mitglied der Frankfurter Nationalversammlung                                  | 79    |       |
| 13. Oktober | Moïse Polydore Millaud              | französischer Bankier, Zeitungsverleger, Journalist und Schriftsteller                            | 58    |       |
| 13. Oktober | Calvary Morris                      | US-amerikanischer Politiker                                                                       | 73    |       |
| 13. Oktober | Jacob Christoph Rad                 | österreichischer Erfinder des Würfelzuckers                                                       | 72    |       |
| 13. Oktober | Hermann Seyfried                    | deutscher Polizeidirektor                                                                         | 45    |       |
| 14. Oktober | Albrecht Türrschmiedt               | Architekt und Bildhauer, der in Deutschland wirkte                                                | 50    |       |
| 14. Oktober | Carl Wachtmeister                   | schwedischer Diplomat, Gesandter und Außenminister                                                | 48    |       |
| 15. Oktober | Heinrich Schneider                  | Oberamtmann, Landtagsabgeordneter                                                                 | 70    |       |
| 16. Oktober | Julius Wilhelm von Beerfelde        | deutscher Jurist, Reichstagsabgeordneter                                                          | 66    |       |
| 16. Oktober | Johannes Bolongaro Crevenna         | deutscher Mäzen, Kaufmann und Fabrikant                                                           | 64    |       |
| 16. Oktober | Robert Jemison                      | US-amerikanischer Politiker                                                                       | 69    |       |
| 18. Oktober | Charles Babbage                     | englischer Mathematiker, Philosoph, Erfinder und Politischer Ökonom                               | 79    |       |
| 18. Oktober | Theodor von Brescius                | preußischer Landrat, Gutsbesitzer und Parlamentarier                                              | 73    |       |
| 18. Oktober | Karl Friederichs                    | deutscher Archäologe                                                                              | 40    |       |
| 19. Oktober | Moritz Naumann                      | deutscher Mediziner und Hochschullehrer                                                           | 73    |       |
| 20. Oktober | William Herod                       | US-amerikanischer Politiker                                                                       | 70    |       |
| 20. Oktober | Joseph Kranner                      | böhmischer Dombaumeister                                                                          | 70    |       |
| 20. Oktober | Peter Minnig                        | Landtagsabgeordneter Großherzogtum Hessen                                                         | 72    |       |
| 20. Oktober | Karl Christian Ulmann               | deutsch-baltischer Theologe, Hochschullehrer sowie Rektor der Universität Dorpat                  | 78    |       |
| 22. Oktober | Hermann Lehnert                     | preußischer Jurist und Ministerialbeamter                                                         | 63    |       |
| 22. Oktober | Albert Lührs                        | deutscher Theologe                                                                                | 67    |       |
| 22. Oktober | Roderick Murchison                  | schottischer Geologe und Paläontologe                                                             | 79    |       |
| 22. Oktober | Kaspar Anton Rettler                | Orgelbauer                                                                                        | 66    |       |
| 22. Oktober | Wilhelm Ternite                     | deutscher Porträtmaler und Lithograf                                                              | 85    |       |
| 22. Oktober | Adolf von Werdeck                   | preußischer Landrat                                                                               | 66    |       |
| 23. Oktober | Guillaume de Felice                 | deutscher Maler                                                                                   | 68    |       |
| 23. Oktober | Wilhelm Nerenz                      | Schweizer evangelischer Geistlicher und Hochschullehrer                                           | 67    |       |
| 24. Oktober | Reinhard Ludwig von Gemmingen       | österreich-ungarischer Kämmerer und Grundherr in Beihingen                                        | 34    |       |
| 24. Oktober | Julius Theodor Christian Ratzeburg  | deutscher Zoologe, Entomologe und Forstwissenschaftler                                            | 70    |       |
| 25. Oktober | Alexander Mendelssohn               | deutscher Bankier                                                                                 | 73    |       |
| 25. Oktober | Johann Rudolf Merian                | Schweizer Mathematiker und Politiker                                                              | 74    |       |
| 26. Oktober | Robert Anderson                     | Generalmajor des US-Heeres                                                                        | 66    |       |
| 26. Oktober | Thomas Ewing                        | US-amerikanischer Politiker, Senator, Innenminister und Finanzminister                            | 81    |       |
| 26. Oktober | Christian Thielemann                | deutschamerikanischer Militär, Theaterschauspieler, Theatergründer und -leiter in Cincinnati, USA | 62    |       |
| 27. Oktober | Thomas von Moro                     | österreichischer Fabrikant und Politiker, Landtagsabgeordneter                                    | 85    |       |
| 28. Oktober | Carl Julius Bergius                 | deutscher Staatswissenschaftler                                                                   | 66    |       |
| 28. Oktober | Johann Anton Stauffer               | österreichischer Gitarrenbauer                                                                    | 66    |       |
| 31. Oktober | Carl Versen                         | deutscher Jurist und Politiker                                                                    | 62    |       |

## November
| Tag          | Name                                         | Beruf, bekannt als                                                                                        | Alter | Beleg |
| ------------ | -------------------------------------------- | --- | ----- | ----- |
| 1. November  | Hermann Hendrichs                            | deutscher Schauspieler                                                                                    | 62    |       |
| 1. November  | John H. McHenry                              | US-amerikanischer Politiker                                                                               | 74    |       |
| 5. November  | James McCleery                               | US-amerikanischer Politiker                                                                               | 33    |       |
| 5. November  | Franz Wilhelm Schön                          | deutscher Historien-, Landschafts- und Porträtmaler                                                       |       |       |
| 7. November  | Karl Heinrich Rumschöttel                    | Bürgermeister                                                                                             | 53    |       |
| 7. November  | Adolph Strecker                              | deutscher Chemiker                                                                                        | 49    |       |
| 8. November  | Donald Campbell                              | US-amerikanischer Politiker                                                                               | 41    |       |
| 8. November  | Christian Gleerup                            | dänisch-schwedischer Buchhändler und Verleger                                                             | 71    |       |
| 8. November  | Charles Francis Hall                         | US-amerikanischer Polarforscher                                                                           |       |       |
| 8. November  | Friedrich Wilhelm Knoebel                    | deutscher Pädagoge, Revolutionär und Publizist                                                            | 69    |       |
| 8. November  | Damian Ludwig                                | badischer General der Infanterie und Kriegsminister                                                       | 67    |       |
| 9. November  | Richard von Stutterheim                      | preußischer, spanischer, braunschweigischer, holsteinischer und britischer Offizier                       | 56    |       |
| 10. November | Hermann Adolf von Stock                      | deutscher Geistlicher, evangelischer Theologe                                                             | 61    |       |
| 10. November | Maximilian Karl von Thurn und Taxis          | Oberhaupt des Hauses Thurn und Taxis (1827–1871), Leiter der Thurn-und-Taxis-Post                         | 69    |       |
| 11. November | William Lonsdale                             | englischer Paläontologe und Geologe                                                                       | 77    |       |
| 12. November | Jacob Dörr                                   | hessischer Offizier und Abgeordneter                                                                      | 67    |       |
| 14. November | Friedrich von Hering                         | preußischer Generalleutnant                                                                               | 77    |       |
| 14. November | Nikolaus Andreas Reinhart                    | Unternehmer im Großherzogtum Hessen                                                                       | 62    |       |
| 14. November | John Wood                                    | schottischer Forschungsreisender und Kartograph in Asien                                                  |       |       |
| 15. November | Frederick Corbin Lukis                       | britischer Amateurarchäologe und Naturforscher                                                            | 83    |       |
| 16. November | Josef Trausch                                | Siebenbürger Historiker und Literaturwissenschaftler                                                      | 76    |       |
| 17. November | Johann Suibert Seibertz                      | deutscher Historiker                                                                                      | 82    |       |
| 18. November | Rudolph von Römer                            | sächsischer Gutsherr, Sammler, Bibliophiler, Politiker und Botaniker, Abgeordneter im Sächsischen Landtag | 68    |       |
| 19. November | Friedrich Devrient                           | deutscher Theaterschauspieler                                                                             | 44    |       |
| 19. November | Hugo Krüger                                  | deutscher Tenor                                                                                           | 42    |       |
| 21. November | Oscar Dunn                                   | US-amerikanischer Politiker                                                                               |       |       |
| 21. November | Johann Florian Heller                        | österreichischer Arzt und Chemiker                                                                        | 58    |       |
| 21. November | Anton Joseph Weidenbach                      | deutscher Lehrer und Publizist                                                                            | 62    |       |
| 24. November | Johannes Fässy                               | Frankfurter Senator                                                                                       | 90    |       |
| 24. November | Maximilian Felix Wolff-Metternich zur Gracht | preußischer Rittergutsbesitzer und Politiker                                                              | 57    |       |
| 25. November | Philipp Simon                                | nassauischer Amtsapotheker und Landtagsabgeordneter                                                       | 64    |       |
| 26. November | Alexander Ludwig Funk                        | Schweizer Politiker und Richter                                                                           | 65    |       |
| 27. November | Friedrich von Gundlach                       | deutscher Rittergutsbesitzer, Hofbeamter und Diplomat                                                     | 49    |       |
| 27. November | Julius Eugen Ruhl                            | deutscher Architekt und kurhessischer Baubeamter                                                          | 75    |       |
| 28. November | William Millward                             | US-amerikanischer Politiker                                                                               | 49    |       |
| 28. November | Louis Rossel                                 | französischer Politiker und Militärperson                                                                 | 27    |       |
| 28. November | Bruno Schilling                              | deutscher Rechtswissenschaftler und Hochschullehrer                                                       | 73    |       |
| 29. November | John Bigler                                  | US-amerikanischer Politiker                                                                               | 66    |       |
| 30. November | Karl von Below                               | deutscher Rittergutsbesitzer und Parlamentarier                                                           | 50    |       |
| 30. November | Friedrich Ludwig Christian Jugler            | deutscher Oberbergrat                                                                                     | 79    |       |

## Dezember
| Tag          | Name                                       | Beruf, bekannt als                                                                          | Alter | Beleg |
| ------------ | ------------------------------------------ | ------------------------------------------------------------------------------------------- | ----- | ----- |
| 1. Dezember  | Johann Ulrich Gfeller                      | Schweizer Politiker                                                                         | 61    |       |
| 1. Dezember  | Heinrich Titot                             | Schultheiß der Stadt Heilbronn                                                              | 75    |       |
| 4. Dezember  | Clementine Deymann                         | Priester und Gefängnisseelsorger                                                            | 27    |       |
| 4. Dezember  | Rudolf Lindenmann                          | Schweizer Politiker                                                                         | 63    |       |
| 5. Dezember  | John D. Ashmore                            | US-amerikanischer Politiker                                                                 | 52    |       |
| 5. Dezember  | Heinrich Bäthig                            | Prediger, später Homöopath                                                                  | 62    |       |
| 5. Dezember  | Cornelis van der Hoeven                    | niederländischer Mediziner                                                                  | 79    |       |
| 5. Dezember  | Friedrich Wilhelm Keyl                     | deutsch-britischer Tier-, Genre- und Landschaftsmaler, Radierer und Illustrator             | 48    |       |
| 5. Dezember  | Carl Christian Nieffer                     | deutscher Architekt und württembergischer Baubeamter                                        |       |       |
| 6. Dezember  | Johann Heinrich Blecher                    | deutscher Schlosser und Politiker, MdHB                                                     | 68    |       |
| 6. Dezember  | James Montgomery                           | US-amerikanischer Abilitionist, Freischar-Anführer und Militärkommandeur                    | 56    |       |
| 6. Dezember  | James Yorke Scarlett                       | britischer General, Teilnehmer des Krimkrieges und Politiker, Mitglied des House of Commons | 72    |       |
| 6. Dezember  | Heinrich Sylvester Theodor Tiling          | deutsch-baltischer Botaniker                                                                | 52    |       |
| 7. Dezember  | Jakob Ettlinger                            | deutscher, orthodoxer Rabbiner und Wegbereiter der Neuorthodoxie                            | 73    |       |
| 7. Dezember  | Carl Philipp Ludwig Oeltzen                | deutscher Rechtsanwalt und Notar, Richter und Stadtsyndikus sowie Freimaurer                | 79    |       |
| 7. Dezember  | Adolf von Pommer Esche                     | preußischer Beamter                                                                         | 67    |       |
| 7. Dezember  | Wilhelm Steuerwaldt                        | deutscher Maler                                                                             | 56    |       |
| 8. Dezember  | Johann Ulrich Hanauer                      | Schweizer Politiker                                                                         | 64    |       |
| 9. Dezember  | Carl Hermann Moritz von Gärtner            | deutscher Forstmann, Gutsbesitzer und Parlamentarier                                        | 63    |       |
| 9. Dezember  | Josef Mánes                                | tschechischer Maler und Vertreter der Romantik                                              | 51    |       |
| 10. Dezember | Sébastien René Lenormand                   | französischer Botaniker                                                                     | 75    |       |
| 10. Dezember | Karl Theodor von Wrede                     | bayerischer Verwaltungsbeamter und Regierungspräsident                                      | 74    |       |
| 11. Dezember | Ferdinand Ludwig Immanuel Dillenius        | württembergischer Pfarrer, Dekan und Heimatforscher                                         | 80    |       |
| 11. Dezember | Abraham P. Grant                           | US-amerikanischer Jurist und Politiker                                                      | 67    |       |
| 11. Dezember | Johannes Grasshoff                         | deutscher Fotograf                                                                          | 35    |       |
| 13. Dezember | Johann Arnold Bischoff                     | deutscher Tuchfabrikant und Handelsgerichtspräsident                                        | 75    |       |
| 13. Dezember | William Cox Ellis                          | US-amerikanischer Politiker                                                                 | 84    |       |
| 14. Dezember | Ludwig Boumann                             | deutscher Philologe                                                                         | 70    |       |
| 14. Dezember | Franz Xaver Greil                          | deutscher Philologe und Politiker (Zentrum), MdR                                            | 52    |       |
| 16. Dezember | Willibald Alexis                           | deutscher Schriftsteller und Dichter                                                        | 73    |       |
| 16. Dezember | Martha Hooper Blackler                     | US-amerikanische Missionarin in Griechenland                                                | 41    |       |
| 16. Dezember | Charles Manning Reed                       | US-amerikanischer Politiker                                                                 | 68    |       |
| 16. Dezember | David Addison Reese                        | US-amerikanischer Politiker                                                                 | 77    |       |
| 17. Dezember | Edouard-Louis-Alexandre Brisebarre         | französischer Theaterdichter                                                                | 53    |       |
| 17. Dezember | Henry Theodore Tuckerman                   | amerikanischer Schriftsteller, Dichter, Literatur- und Kunstkritiker                        | 58    |       |
| 18. Dezember | Karl Alois Fickler                         | Pädagoge, Historiker, Philologe                                                             | 62    |       |
| 18. Dezember | Hermann von Heinemann                      | deutscher Entomologe (Schmetterlings-Sammler) und hauptberuflich Finanzrat                  | 59    |       |
| 20. Dezember | August Wilhelm Döbner                      | deutscher Architekt und Baubeamter des Herzogtums Sachsen-Meiningen                         | 66    |       |
| 20. Dezember | Alexandrine Friedrike Wilhelmine von Hanau | Tochter des Kurfürsten Friedrich Wilhelm I. von Hessen-Kassel                               | 40    |       |
| 21. Dezember | Louise Aston                               | deutsche Schriftstellerin und Vorkämpferin für die Revolution und Frauenemanzipation        | 57    |       |
| 21. Dezember | Xavier Elsässer                            | Schweizer Politiker                                                                         | 66    |       |
| 21. Dezember | Karl August von Esebeck                    | preußischer Generalleutnant                                                                 | 85    |       |
| 21. Dezember | Theodor Hagen                              | deutscher Komponist und Mitglied im Bund der Kommunisten                                    | 48    |       |
| 21. Dezember | Karl Friedrich Benjamin Löwenberg          | deutscher Rechtswissenschaftler und Richter                                                 | 64    |       |
| 21. Dezember | Victor Müller                              | deutscher Maler und Zeichner                                                                | 41    |       |
| 21. Dezember | Jean-Baptiste Pompallier                   | erster römisch-katholischer Bischof in Neuseeland                                           | 69    |       |
| 21. Dezember | Aurèle Robert                              | Schweizer Maler                                                                             | 66    |       |
| 21. Dezember | John A. Winston                            | US-amerikanischer Politiker, 15. Gouverneur von Alabama                                     | 59    |       |
| 22. Dezember | Edward Law, 1. Earl of Ellenborough        | britischer Politiker, Mitglied des House of Commons und Vizekönig von Indien                | 81    |       |
| 23. Dezember | Karl Friedrich Fries                       | deutscher Maler                                                                             | 40    |       |
| 22. Dezember | Enrico Orfei                               | italienischer Kardinal und Erzbischof von Ravenna                                           | 71    |       |
| 23. Dezember | Jonas von Königswarter                     | österreichischer Bankier                                                                    | 64    |       |
| 24. Dezember | Hyacinth von Strachwitz-Sustky             | deutscher Rittergutsbesitzer und Politiker, MdR                                             | 36    |       |
| 25. Dezember | Louis Wandelt                              | deutscher Pianist und Musikpädagoge                                                         | 48    |       |
| 26. Dezember | Pierre Frédéric Charles Baerwald           | Apotheker und Berliner Kommunalpolitiker                                                    | 74    |       |
| 26. Dezember | Friedrich Jäger von Jaxtthal               | österreichischer Ophthalmologe                                                              | 87    |       |
| 27. Dezember | Carl Ferdinand Allen                       | dänischer Historiker                                                                        | 60    |       |
| 27. Dezember | Friedrich Reese                            | deutschstämmiger, katholischer Bischof in USA                                               | 80    |       |
| 28. Dezember | Clemens August Kiel                        | deutscher Komponist, Dirigent und Geiger                                                    | 58    |       |
| 28. Dezember | Theodor I. Nietner                         | deutscher Hofgärtner                                                                        | 81    |       |
| 28. Dezember | John Henry Pratt                           | britischer Mathematiker                                                                     | 62    |       |
| 28. Dezember | Rudolf Reusch                              | deutscher Jurist, Autor und Volkskundler                                                    | 61    |       |
| 28. Dezember | Maurus Schinnagl                           | österreichischer Benediktiner und Schulmann                                                 | 71    |       |
| 29. Dezember | Friedrich von Barby                        | preußischer Generalmajor                                                                    |       |       |
| 31. Dezember | Awraham Schmuel Binjamin Sofer             | ungarischer Rabbiner und Rosch Jeschiwa                                                     | 56    |       |
| Dezember     | Theodor Gassmann                           | deutscher Bühnenschriftsteller                                                              |       |       |

## Datum unbekannt
| Tag | Name                            | Beruf, bekannt als                                                                                 | Alter | Beleg |
| --- | ------------------------------- | -------------------------------------------------------------------------------------------------- | ----- | ----- |
|     | Anton Baumgärtner               | deutscher Lehrer und Heimatforscher                                                                |       |       |
|     | Casimir Dudevant                | französischer Adeliger und Lieutenant der Grande Armée                                             |       |       |
|     | Farouk Khan                     | persischer Botschafter                                                                             |       |       |
|     | Peter Feldmann                  | deutscher Landschaftsmaler, Zeichner und Lithograph                                                |       |       |
|     | Christian Fischer               | deutscher Kaufmann und Politiker (DFP), MdR                                                        |       |       |
|     | Alexandre Georges Fourdinois    | Möbeldesigner und Innenausstatter                                                                  |       |       |
|     | Charles Frodsham                | englischer Chronometermacher                                                                       |       |       |
|     | Hermann Haase                   | deutscher Richter und Parlamentarier                                                               |       |       |
|     | Josiah Harlan                   | US-amerikanischer Reisender und Abenteurer und König in Afghanistan                                |       |       |
|     | Johann Carl Ludwig Illies       | deutscher Glockengießer                                                                            |       |       |
|     | Lewis Holmes Kenan              | amerikanischer Politiker                                                                           |       |       |
|     | Carl Friedrich Koch             | deutscher Mediziner und Pädagoge                                                                   |       |       |
|     | Ludwig Kufahl                   | deutscher Wirtschaftswissenschaftler und Ingenieur, Konstrukteur der ersten preußischen Lokomotive |       |       |
|     | Mathias Leyendecker             | deutscher Maler                                                                                    |       |       |
|     | Johann Link                     | deutscher Orgelbauer                                                                               |       |       |
|     | François Achille Longet         | französischer Anatom und Physiologe                                                                |       |       |
|     | Robert Luzarche                 | französischer Schriftsteller und Historiker                                                        |       |       |
|     | José Mariano Melgarejo          | bolivianischer Politiker, 19. Präsident Boliviens (28. Dezember 1864 – 15. Januar 1871)            |       |       |
|     | Joseph François Paris           | französischer Maler                                                                                | ≈87   |       |
|     | Dominik Praßlberger             | bayerischer Kommunalpolitiker                                                                      |       |       |
|     | Anton von Sallwürk              | preußischer Beamter, Regierungspräsident in Sigmaringen (1850–1851)                                |       |       |
|     | Satank                          | Kiowa-Unterhäuptling                                                                               |       |       |
|     | Robert Schneider                | deutscher Jurist und Politiker, Justizminister im Königreich Sachsen                               |       |       |
|     | Johann Heinrich Schreiber       | Mitglied der kurhessischen Ständeversammlung                                                       |       |       |
|     | August Stapel                   | deutscher Architekt, Baubeamter und Zeichner                                                       |       |       |
|     | Christian Vollrath              | deutscher Pädagoge und Braillist                                                                   |       |       |
|     | Johann Friedrich Welsch         | deutscher Maler                                                                                    |       |       |
|     | Johann Friedrich Eduard Wohlien | Hamburger Orgelbauer                                                                               |       |       |